# Théorème de la trace de Grothendieck
Pour les articles homonymes, voir Grothendieck.
En mathématiques, et plus précisément en analyse fonctionnelle, le théorème de la trace de Grothendieck est une extension du théorème de Lidskii sur la trace et le déterminant d'un certain classe d'opérateurs nucléaires sur espace de Banachs, les {\displaystyle {\tfrac {2}{3}}}-opérateurs nucléaires. Le théorème a été prouvé par Alexandre Grothendieck en 1966. Pour les espaces de Banach, le théorème de Lidskii ne tient pas en général.
Le théorème ne doit pas être confondu avec la formule de trace de Grothendieck de la géométrie algébrique.

## Description
Étant donné un espace de Banach {\displaystyle (B,\|\cdot \|)} avec la propriété d'approximation et dénotons son espace dual comme {\displaystyle B'} .

### ⅔-opérateurs nucléaires
Soit {\displaystyle A} un opérateur nucléaire sur {\displaystyle B}, alors {\displaystyle A} est un {\displaystyle {\tfrac {2}{3}}}-opérateur nucléaire s'il a une décomposition de la forme
{\displaystyle A=\sum \limits _{k=1}^{\infty }\varphi _{k}\otimes f_{k}}
avec {\displaystyle \varphi _{k}\in B} et {\displaystyle f_{k}\in B'} et
{\displaystyle \sum \limits _{k=1}^{\infty }\|\varphi _{k}\|^{2/3}\|f_{k}\|^{2/3}<\infty .}

### Théorème de la trace de Grothendieck
Soit {\displaystyle A} un {\displaystyle {\tfrac {2}{3}}}-opérateur nucléaire et {\displaystyle \lambda _{j}(A)} les valeurs propres de {\displaystyle A} comptées avec leurs multiplicités algébriques. Si
{\displaystyle \sum \limits _{j}|\lambda _{j}(A)|<\infty }
alors les égalités suivantes sont vérifiées:
{\displaystyle \operatorname {tr} A=\sum \limits _{j}|\lambda _{j}(A)|}
et pour la déterminant de Fredholm
{\displaystyle \operatorname {det} (I+A)=\prod \limits _{j}(1+\lambda _{j}(A)).}